# Konzervatív judaizmus
A konzervatív judaizmus vagy másképp a maszorti judaizmus (héber: יהדות מסורתית, Yahadut Masortit) a judaizmus (zsidó vallás) egyik fő ága, olyan vallási mozgalom, amely a hagyományos judaizmus lényeges elemeinek megőrzésére törekszik, de lehetővé teszi a vallási gyakorlatok modernizálását. Történelmileg egyfajta középutat foglalt el a reformjudaizmus és az ortodox judaizmus között, fenntartva (a reformtól eltérően), hogy a zsidó törvények továbbra is kötelezőek a mai zsidókra nézve, de sokkal nagyobb mozgásteret biztosít mint az ortodoxia, azáltal, hogy ezeket a törvényeket a modern világhoz igazítják. Néha úgy jellemzik, mint a fundamentalizmus nélküli hagyományos judaizmust. A zsidó hagyományokhoz való hűség és a modernitásra adott válaszok keverékét képviseli.

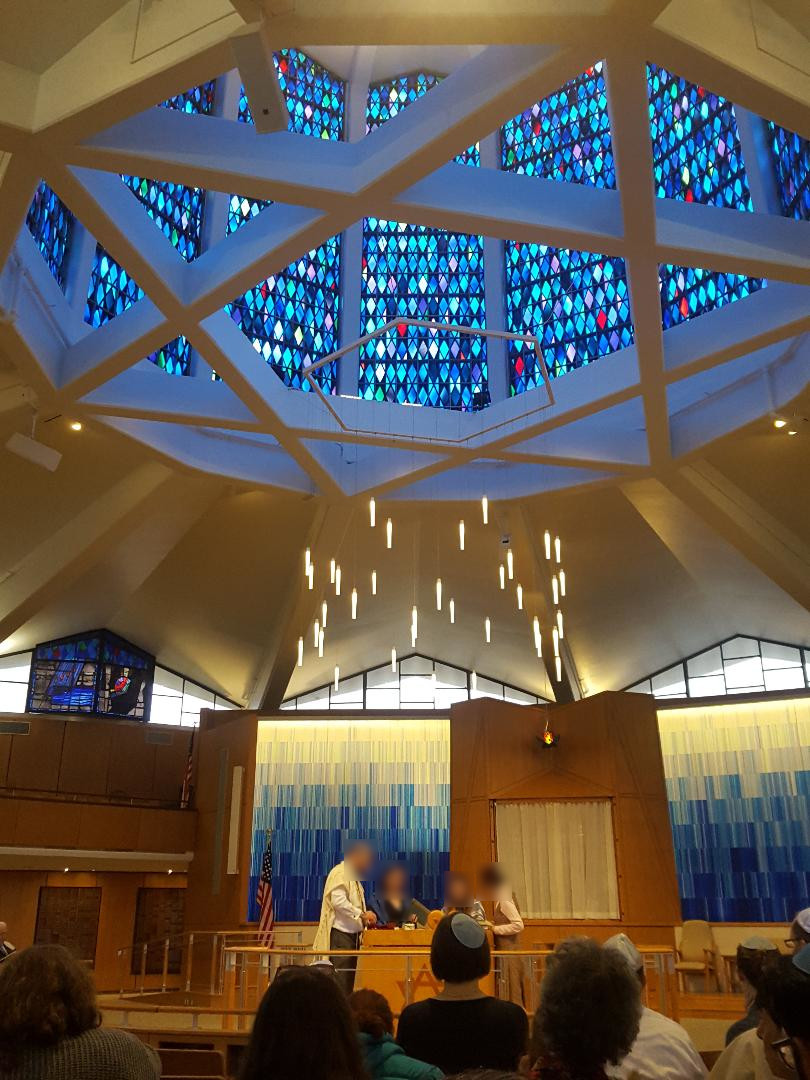
Istentisztelet egy amerikai zsinagógában, Temple Adath Israel, Merion Station, Pennsylvania

Több mint száz éve a judaizmus egyik fő irányzata Észak-Amerikában, és újabban Izraelben és az egész világon.

## Történet
A mozgalom a hagyományos judaizmus „konzerválására” törekedett a 19. század végén a reformista vezetők liberalizáló tendenciáival szemben.
A reformjudaismushoz hasonlóan ezen mozgalom gyökerei is Európában voltak, de virágzása csak Amerikában következett be.
Legkorábbi értelmiségi alakjai közé tartozott a prágai születésű Zecharias Frankel. Ő, akinek a nézete a korai konzervatív eszméket inspirálta, egy sor németországi reformkonferencia után (1844–46) szakított a modernizálódó liberális zsidókkal. Ragaszkodott ahhoz az elképzeléshez, hogy a zsidó vallás elválaszthatatlanul kapcsolódik a zsidó kultúrához és a nemzeti identitáshoz, és nem volt hajlandó elhagyni a vallási szokásokat és hagyományokat.
A mozgalom legjelentősebb növekedési időszakát a nagyrészt ortodox zsidók USA-ba való tömeges bevándorlása indította el a 19. század végén és a 20. század elején, akiket vonzott a judaizmus olyan gyakorlata, amely megőrizte az európai ortodoxia ízét, de az asszimilálódó hívők számára tetszetős módon.
Az évek során ez a mozgalom otthont adott az Egyesült Államok legbefolyásosabb zsidó gondolkodóinak. Abraham Joshua Heschel rabbi társadalmi aktivistaként szerzett világhírnevet. Egy másik konzervatív gondolkodó, Mordecai Kaplan rabbi elindította a saját mozgalmát, a rekonstrukcionista judaizmust.
Az Amerikai Zsidó Teológiai Szemináriumot, amely a konzervatív mozgalom zászlóshajója lett, 1886-ban alapították.
A mozgalom az 1950-es és 1960-as években erőteljesen növekedett, és az amerikai judaizmus legnépszerűbb formája lett, de az utóbbi időben a mozgalom visszaesett.
Nagy-Britanniában ma a konzervatív zsidó közösséget a Masorti Zsinagógák Közgyűlése (Assembly of Masorti Synagogues) fogja össze.

## Jellemzők
A konzervatív mozgalom egyik mottója a „Hagyomány és változás”, és a mozgalom története leginkább e két fogalom kötélhúzásaként fogható fel. A mozgalom a háláchá iránti engedelmességet vallja, ugyanakkor nyitott a kiigazításokra a modern világra és a társadalmi változásokra válaszul. Ahogy a mai világ egyre távolodik a hagyományos értékektől, úgy nőttek az ebből az egyensúlyozásból adódó konfliktusok és ellentmondások.
A mozgalom a hagyományos judaizmust gyakorolja, de a zsidó tanítást a kortárs tudományosság tükrében értelmezi.
Neve ellenére a konzervatív judaizmus egésze liberálisabb, mint bármely ortodox zsidó mozgalom. Az ortodox ághoz hasonlóan a konzervatív judaizmus is fenntartja a szombat szentségét. A kashrut (étkezési törvény) szabályait általában betartják, de szükség esetén megengedettek a módosítások.

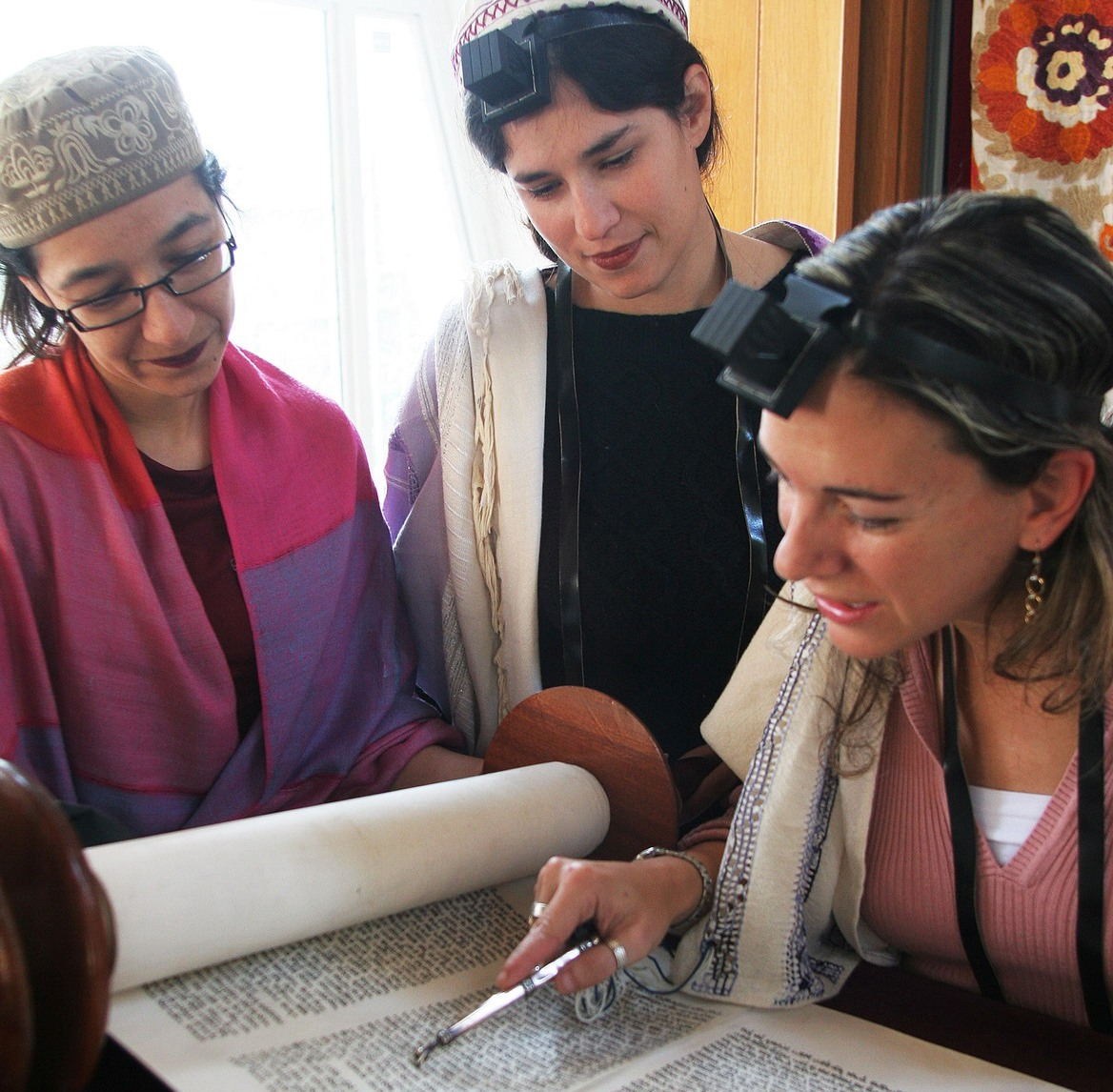
Női rabbik

További jellemző különbségek az ortodox judaizmustól a zsinagóga helyiségeinek férfi és női részekre való felosztásának eltörlése és az orgonazene bevezetése a liturgiába.
A mozgalom egyik legjelentősebb újítása az az 1950-es döntés volt, amely lehetővé tette a hívőknek, hogy szombaton autóval utazzanak a zsinagógába (de sehova máshova). A háború utáni Amerika gyors szuburbanizálódása közepette ez a változás tette lehetővé azoknak a hívőknek is a zsinagógába járást, akik a szombaton hagyományosan megtiltott autóvezetés miatt nem tudtak volna oda eljutni. Néhány zsidó kritikus azonban később rámutat arra, hogy ez az elmozdulás egyben aláássa a mozgalom elkötelezettségét a zsidó törvény iránt.
1985-től tovább távolodott az ortodoxiától azáltal, hogy nőket avatnak rabbikká. Sőt, még tovább léptek: 2006-ban hozzájárultak, hogy a homoszexuálisok is rabbikká válhassanak. Tiltakozásul ekkor négy rabbi kilépett a konzervatívok jogi bizottságából, mondván, hogy a melegek felszenteléséről szóló döntés sérti a zsidótörvényt, a háláchá-t.
Alapértékek:
- A modern Izrael központi helye: A konzervatív zsidók Izraelt nemcsak a zsidó nép szülőhelyének tekintik, hanem végső sorsának is.
- A héber – a zsidó kifejezések pótolhatatlan nyelve: A héber írástudás a kulcsa a judaizmusnak, a szent szövegek, a különböző korok zsidói, továbbá Isten és Izrael közötti kapcsolatnak.
- Odaadás a Klal Yisrael (az egész világméretű zsidó közösség) eszménye iránt: Ez az az elképzelés, hogy a zsidó közösség világszerte egységes, és minden egyes zsidónak jelentősége van.
- A Tóra meghatározó szerepe a judaizmus átformálásában: A konzervatív zsidók számára a Tóra nem kevésbé szent, ha kevésbé központi is, mint a modern őseik számára.
- A Tóra tanulmányozása: A mai zsidóknak a mentális világukkal összhangban kell tanulmányozniuk a Tórát, és nem kizárólag őseik szemével.
- A zsidó élet irányítása a háláchá (zsidó törvény) által: A háláchá mérvadó a zsidó nép életmódjának és magatartásának meghatározásában.

## A jövőkép
A 21. században továbbra is megkérdőjelezik a mozgalom hosszú távú életképességét. Az amerikai zsidó lakosság körében a konzervatív zsidók száma csökkent 1990 és 2000 között. 2013-ra egy Pew-felmérés szerint az amerikai zsidók mindössze 18 százaléka vallotta magát konzervatívnak, ez nagyjából fele annak a számnak, akik reformzsidónak nevezték magukat.